# Молодіжний чемпіонат Європи з футболу 2006 (кваліфікація)
Кваліфікація молодіжного чемпіонату Європи з футболу 2006 — відбірний етап чемпіонату Європи, що відбувся з 17 серпня 2004 по 11 жовтня 2005.

## Група 1
|                    | І  | В | Н | П | МЗ | МП | РМ  | О  |
| ------------------ | -- | - | - | - | -- | -- | --- | -- |
| Нідерланди         | 10 | 7 | 2 | 1 | 21 | 7  | +14 | 23 |
| Чехія              | 10 | 6 | 3 | 1 | 26 | 8  | +18 | 21 |
| Румунія            | 10 | 6 | 1 | 3 | 17 | 8  | +9  | 19 |
| Північна Македонія | 10 | 2 | 3 | 5 | 9  | 18 | −9  | 9  |
| Фінляндія          | 10 | 2 | 1 | 7 | 7  | 16 | −9  | 7  |
| Вірменія           | 10 | 1 | 2 | 7 | 2  | 25 | −23 | 5  |

| - Румунія 1-0 Фінляндія - Македонія 4-0 Вірменія - Румунія 5-1 Македонія - Нідерланди 0-0 Чехія - Вірменія 0-1 Фінляндія - Чехія 4-1 Румунія - Фінляндія 0-1 Вірменія - Македонія 0-2 Нідерланди - Нідерланди 4-1 Фінляндія - Вірменія 0-4 Чехія | - Вірменія 0-5 Румунія - Македонія 2-2 Чехія - Румунія 2-0 Нідерланди - Чехія 3-0 Фінляндія - Нідерланди 0-0 Вірменія - Македонія 1-0 Румунія - Нідерланди 2-0 Румунія - Вірменія 0-0 Македонія - Чехія 2-0 Македонія - Фінляндія 1-2 Нідерланди | - Румунія 2-0 Вірменія - Македонія 1-1 Фінляндія - Вірменія 1-3 Нідерланди - Румунія 0-0 Чехія - Фінляндія 2-0 Македонія - Чехія 6-0 Вірменія - Чехія 2-4 Нідерланди - Фінляндія 0-1 Румунія - Фінляндія 1-3 Чехія - Нідерланди 4-0 Македонія |

## Група 2
|           | І  | В | Н | П | МЗ | МП | РМ  | О  |
| --------- | -- | - | - | - | -- | -- | --- | -- |
| Данія     | 12 | 9 | 2 | 1 | 30 | 12 | +18 | 29 |
| Україна   | 12 | 7 | 2 | 3 | 22 | 7  | +15 | 23 |
| Греція    | 12 | 6 | 2 | 4 | 18 | 9  | +9  | 20 |
| Туреччина | 12 | 5 | 4 | 3 | 15 | 9  | +6  | 19 |
| Грузія    | 12 | 3 | 2 | 7 | 7  | 22 | −15 | 11 |
| Албанія   | 12 | 2 | 3 | 7 | 9  | 27 | −18 | 9  |
| Казахстан | 12 | 2 | 1 | 9 | 8  | 23 | −15 | 7  |

| - Албанія 1-1 Греція - Данія 3-2 Україна - Туреччина 0-0 Грузія - Казахстан 0-1 Україна - Грузія 2-1 Албанія - Греція 2-1 Туреччина - Албанія 1-2 Данія - Україна 1-0 Греція - Туреччина 1-0 Казахстан - Казахстан 0-1 Албанія - Україна 6-0 Грузія - Данія 1-1 Туреччина - Греція 5-0 Казахстан - Грузія 2-4 Данія | - Туреччина 1-0 Україна - Албанія 1-1 Україна - Греція 0-1 Данія - Данія 5-1 Казахстан - Грузія 1-1 Греція - Туреччина 4-0 Албанія - Грузія 0-2 Туреччина - Греція 2-0 Албанія - Україна 0-1 Данія - Албанія 0-1 Грузія - Україна 2-1 Казахстан - Туреччина 0-1 Греція - Казахстан 2-1 Туреччина - Данія 7-0 Албанія | - Греція 0-1 Україна - Казахстан 0-1 Грузія - Албанія 3-1 Казахстан - Грузія 0-3 Україна - Туреччина 3-2 Данія - Казахстан 1-2 Греція - Данія 1-0 Грузія - Україна 0-0 Туреччина - Грузія 0-1 Казахстан - Україна 5-0 Албанія - Данія 2-1 Греція - Албанія 1-1 Туреччина - Казахстан 1-1 Данія - Греція 3-0 Грузія |

## Група 3
|            | І  | В  | Н | П | МЗ | МП | РМ  | О  |
| ---------- | -- | -- | - | - | -- | -- | --- | -- |
| Португалія | 10 | 10 | 0 | 0 | 29 | 3  | +26 | 30 |
| Росія      | 10 | 6  | 1 | 3 | 24 | 6  | +18 | 19 |
| Словаччина | 10 | 6  | 1 | 3 | 12 | 9  | +3  | 19 |
| Латвія     | 10 | 3  | 3 | 4 | 10 | 16 | −6  | 12 |
| Естонія    | 10 | 0  | 3 | 7 | 4  | 24 | −20 | 3  |
| Люксембург | 10 | 0  | 2 | 8 | 4  | 25 | −21 | 2  |

| - Словаччина 1-0 Люксембург - Естонія 0-0 Люксембург - Латвія 1-2 Португалія - Росія 4-0 Словаччина - Люксембург 1-2 Латвія - Португалія 3-0 Естонія - Люксембург 0-4 Росія - Словаччина 3-1 Латвія - Латвія 0-0 Естонія - Португалія 2-0 Росія | - Росія 3-0 Естонія - Люксембург 1-6 Португалія - Естонія 0-2 Словаччина - Латвія 2-1 Люксембург - Словаччина 0-1 Португалія - Естонія 1-5 Росія - Португалія 2-1 Словаччина - Росія 1-1 Латвія - Люксембург 0-2 Словаччина - Естонія 0-5 Португалія | - Латвія 0-4 Росія - Естонія 1-3 Латвія - Португалія 4-0 Люксембург - Латвія 0-0 Словаччина - Росія 0-1 Португалія - Словаччина 2-1 Естонія - Росія 3-0 Люксембург - Люксембург 1-1 Естонія - Португалія 3-0 Латвія - Словаччина 1-0 Росія |

## Група 4
|           | І | В | Н | П | МЗ | МП | РМ  | О  |
| --------- | - | - | - | - | -- | -- | --- | -- |
| Франція   | 8 | 6 | 1 | 1 | 13 | 5  | +8  | 19 |
| Швейцарія | 8 | 4 | 3 | 1 | 15 | 8  | +7  | 15 |
| Ізраїль   | 8 | 4 | 3 | 1 | 11 | 7  | +4  | 15 |
| Ірландія  | 8 | 1 | 2 | 5 | 10 | 14 | −4  | 5  |
| Кіпр      | 8 | 0 | 1 | 7 | 2  | 17 | −15 | 1  |

| - Франція 1-0 Ізраїль - Ірландія 3-0 Кіпр - Ізраїль 1-0 Кіпр - Швейцарія 4-2 Ірландія - Ізраїль 1-1 Швейцарія - Франція 1-0 Ірландія - Кіпр 0-1 Франція - Кіпр 0-1 Ізраїль - Ізраїль 3-1 Ірландія - Франція 1-1 Швейцарія | - Ізраїль 3-2 Франція - Швейцарія 3-0 Кіпр - Ірландія 2-2 Ізраїль - Швейцарія 0-0 Ізраїль - Кіпр 1-5 Швейцарія - Ірландія 1-2 Франція - Кіпр 1-1 Ірландія - Швейцарія 0-3 Франція - Ірландія 0-1 Швейцарія - Франція 2-0 Кіпр |

## Група 5
|           | І  | В | Н | П | МЗ | МП | РМ  | О  |
| --------- | -- | - | - | - | -- | -- | --- | -- |
| Італія    | 10 | 8 | 1 | 1 | 16 | 3  | +13 | 25 |
| Словенія  | 10 | 4 | 3 | 3 | 13 | 13 | 0   | 15 |
| Норвегія  | 10 | 4 | 2 | 4 | 14 | 13 | +1  | 14 |
| Білорусь  | 10 | 4 | 1 | 5 | 20 | 19 | +1  | 13 |
| Молдова   | 10 | 3 | 2 | 5 | 8  | 22 | −14 | 11 |
| Шотландія | 10 | 1 | 3 | 6 | 6  | 17 | −11 | 6  |

|           | Білорусь | Італія | Молдова | Норвегія | Шотландія | Словенія |
| --------- | -------- | ------ | ------- | -------- | --------- | -------- |
| Білорусь  | —        | 1–1    | 2–3     | 2–3      | 3–2       | 1–2      |
| Італія    | 2–1      | —      | 1–0     | 1–0      | 2–0       | 1–0      |
| Молдова   | 1–0      | 0–1    | —       | 1–3      | 0–0       | 1–3      |
| Норвегія  | 2–3      | 1–0    | 1–2     | —        | 0–1       | 0–0      |
| Шотландія | 2–3      | 0–3    | 0–0     | 0–2      | —         | 1–1      |
| Словенія  | 1–4      | 0–3    | 1–0     | 2–2      | 3–0       | —        |

## Група 6
|             | І  | В | Н | П | МЗ | МП | РМ  | О  |
| ----------- | -- | - | - | - | -- | -- | --- | -- |
| Німеччина   | 10 | 7 | 3 | 0 | 24 | 5  | +19 | 24 |
| Англія      | 10 | 6 | 3 | 1 | 21 | 7  | +14 | 21 |
| Польща      | 10 | 3 | 4 | 3 | 18 | 18 | 0   | 13 |
| Австрія     | 10 | 3 | 2 | 5 | 9  | 14 | −5  | 11 |
| Уельс       | 10 | 3 | 1 | 6 | 9  | 21 | −12 | 10 |
| Азербайджан | 10 | 0 | 3 | 7 | 1  | 17 | −16 | 3  |

| - Азербайджан 0-1 Уельс - Австрія 0-2 Англія - Австрія 3-0 Азербайджан - Польща 1-3 Англія - Австрія 0-3 Польща - Англія 2-0 Уельс - Азербайджан 0-2 Німеччина - Азербайджан 0-0 Англія - Уельс 2-2 Польща - Німеччина 2-0 Австрія | - Німеччина 1-1 Польща - Уельс 0-4 Німеччина - Уельс 1-0 Австрія - Польща 3-0 Азербайджан - Англія 2-2 Німеччина - Австрія 2-0 Уельс - Англія 2-0 Азербайджан - Азербайджан 1-1 Польща - Польща 1-3 Німеччина - Польща 2-2 Австрія | - Уельс 0-4 Англія - Німеччина 2-0 Азербайджан - Польща 3-2 Уельс - Азербайджан 0-0 Австрія - Німеччина 1-1 Англія - Англія 1-2 Австрія - Німеччина 4-0 Уельс - Уельс 3-0 Азербайджан - Англія 4-1 Польща - Австрія 0-3 Німеччина |

## Група 7
|                      | І  | В | Н | П  | МЗ | МП | РМ  | О  |
| -------------------- | -- | - | - | -- | -- | -- | --- | -- |
| Бельгія              | 10 | 7 | 3 | 0  | 25 | 6  | +19 | 24 |
| Сербія та Чорногорія | 10 | 7 | 1 | 2  | 29 | 11 | +18 | 22 |
| Іспанія              | 10 | 6 | 2 | 2  | 37 | 8  | +29 | 20 |
| Боснія і Герцеговина | 10 | 3 | 1 | 6  | 17 | 20 | −3  | 10 |
| Литва                | 10 | 3 | 1 | 6  | 9  | 16 | −7  | 10 |
| Сан-Марино           | 10 | 0 | 0 | 10 | 4  | 60 | −56 | 0  |

| - Бельгія 3-0 Литва - Сан-Марино 0-5 Сербія та Чорногорія - Боснія і Герцеговина 0-2 Іспанія - Литва 2-0 Сан-Марино - Боснія і Герцеговина 1-3 Сербія та Чорногорія - Іспанія 2-2 Бельгія - Сербія та Чорногорія 9-0 Сан-Марино - Литва 1-1 Іспанія - Бельгія 4-0 Сербія та Чорногорія - Сан-Марино 1-2 Литва | - Іспанія 14-0 Сан-Марино - Бельгія 2-1 Боснія і Герцеговина - Сербія та Чорногорія 1-0 Іспанія - Боснія і Герцеговина 2-0 Литва - Сан-Марино 0-4 Бельгія - Сербія та Чорногорія 1-1 Бельгія - Сан-Марино 1-4 Боснія і Герцеговина - Іспанія 2-0 Литва - Іспанія 4-2 Боснія і Герцеговина - Боснія і Герцеговина 1-1 Бельгія | - Сербія та Чорногорія 3-2 Литва - Іспанія 2-0 Сербія та Чорногорія - Литва 1-0 Боснія і Герцеговина - Бельгія 5-0 Сан-Марино - Боснія і Герцеговина 5-1 Сан-Марино - Литва 0-2 Сербія та Чорногорія - Бельгія 1-0 Іспанія - Сербія та Чорногорія 5-1 Боснія і Герцеговина - Сан-Марино 1-10 Іспанія - Литва 1-2 Бельгія |

## Група 8
|          | І  | В | Н | П | МЗ | МП | РМ  | О  |
| -------- | -- | - | - | - | -- | -- | --- | -- |
| Хорватія | 10 | 8 | 1 | 1 | 14 | 6  | +8  | 25 |
| Угорщина | 10 | 6 | 1 | 3 | 12 | 7  | +5  | 19 |
| Швеція   | 10 | 6 | 0 | 4 | 16 | 12 | +4  | 18 |
| Ісландія | 10 | 4 | 1 | 5 | 15 | 11 | +4  | 13 |
| Болгарія | 10 | 2 | 1 | 7 | 9  | 17 | −8  | 7  |
| Мальта   | 10 | 1 | 2 | 7 | 3  | 16 | −13 | 5  |

|          | Болгарія | Хорватія | Угорщина | Ісландія | Мальта | Швеція |
| -------- | -------- | -------- | -------- | -------- | ------ | ------ |
| Болгарія | —        | 2–1      | 1–2      | 1–3      | 2–1    | 1–2    |
| Хорватія | 1–0      | —        | 1–0      | 2–1      | 1–0    | 1–0    |
| Угорщина | 1–0      | 2–2      | —        | 1–0      | 2–0    | 0–1    |
| Ісландія | 3–1      | 1–2      | 0–1      | —        | 0–0    | 3–1    |
| Мальта   | 1–1      | 0–1      | 0–2      | 1–0      | —      | 0–1    |
| Швеція   | 2–0      | 0–2      | 2–1      | 1–4      | 6–0    | —      |

## Плей-оф
Матчі пройшли 11, 12 та 13 листопада, матчі-відповіді 15 та 16 листопада 2005.
| Команда 1            | Заг. | Команда 2  | 1-й матч | 2-й матч |
| -------------------- | ---- | ---------- | -------- | -------- |
| Англія               | 2–3  | Франція    | 1–1      | 1–2      |
| Чехія                | 0–3  | Німеччина  | 0–2      | 0–1      |
| Угорщина             | 1–2  | Італія     | 1–1      | 0–1      |
| Сербія та Чорногорія | 5–2  | Хорватія   | 3–1      | 2–1      |
| Україна              | 5–4  | Бельгія    | 2–3      | 3–1      |
| Росія                | 1–4  | Данія      | 0–1      | 1–3      |
| Швейцарія            | 2–3  | Португалія | 1–1      | 1–2      |
| Словенія             | 0–2  | Нідерланди | 0–0      | 0–2      |